# One Tree Hill (sæson 6)
Den 3. marts 2008 annoncerede The CW at One Tree Hill vil blive fornyet med en sjette sæson. Den nye sæson starter 1. september 2008, mandage efter Gossip Girl. En "promo" for sæson seks er blevet udgivet, og viser klip af de tre piger Lucas i sidste afsnit af sæson fem, ringer til. Pigerne er Brooke, Linsay, og Peyton. "2008 Screen Actors Guild strike" påvirker produktionen af sjette sæson. 
Det er blevet annonceret at One Tree Hill vil sende et år mere med den 7. sæson, dog uden Chad Michael Murray og Hilarie Burton, der vil gøre deres sidste entré i sæsonfinalen Remember Me As A Time Of Day.

## Fodnoter
1. 1 2  One Tre Hill sæsonfinale - Remember Me As A Time Of Day Hentet 20. maj 2009
2. 1 2  Officiel annoncering af One Tree Hill Sæson 6, på CWTV
3. ↑  Indlæg #76 fortæller at One Tree Hill begynder 17. maj 2009 Arkiveret 7. maj 2009 hos  Wayback Machine Hentet 3. juni 2009
4. ↑  Farvel til Chad Murray og Hilary Burton Arkiveret 15. maj 2009 hos  Wayback Machine Hentet 20. maj 2009

| Fjernsyn | Spire Denne artikel om et tv-program er en spire som bør udbygges. Du er velkommen til at hjælpe Wikipedia ved at udvide den. |